# Goy (Adelsgeschlecht)

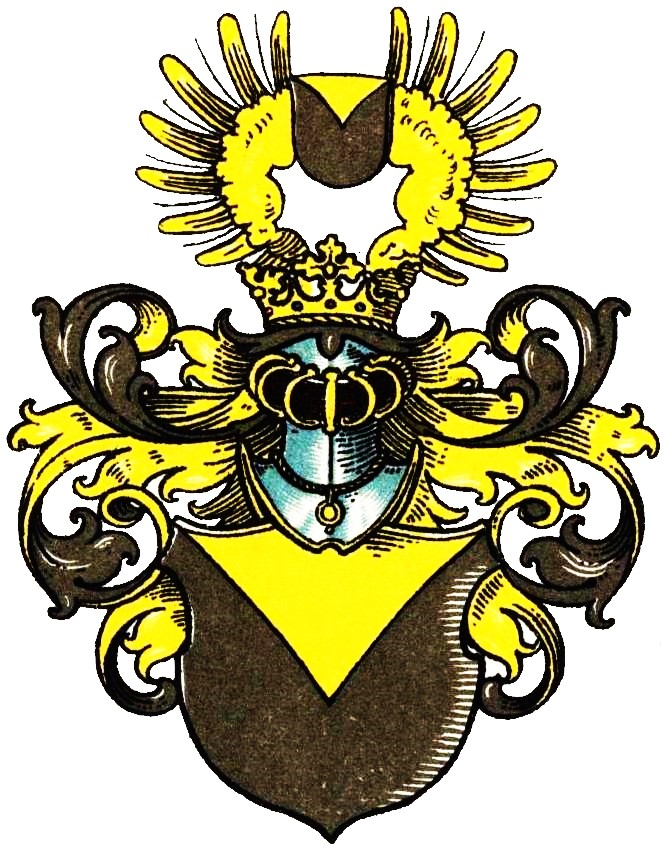
Wappen derer von der Goy im Wappenbuch des Westfälischen Adels

Die Herren von der Goy (auch Goie o. ä.) waren ein westfälisches Adelsgeschlecht.

## Geschichte
Das Geschlecht gehörte zum Uradel der Grafschaft Mark. Die von der Goy waren eines Stammes mit den Havkenscheid, die dasselbe Wappen mit anderer Tingierung führten. Der namensgebende Stammsitz der von der Goy war Haus Goy in Altenbochum.
Die Familie saß schon 1340 zu Goy (urkundl. 1340–1580) und Havkenscheid. Später erwarb es mehrere andere Güter: Deisterhusen und Refflingsen (urkundl. 1397), beide Kreis Iserlohn, Herbeck (urkundl. 1599) und Bocholtz (urkundl. 1600), beide Kreis Hagen, Holteyhof in Hörde (urkundl. 1600) und Kornharpen (urkundl. 1417), Kreis Bochum. Noch 1710 hatte es Bruch (urkundl. 1580–1710) und Erlecamp im Kreis Dortmund inne.
Das Geschlecht erlosch gegen 1715.

## Wappen
Blasonierung: In Schwarz eine absteigende goldene Spitze. Auf dem gekrönten Helm mit schwarz-goldenen Helmdecken ein offener goldener Flug, zwischen dem sich der Schild wiederholt.